# Vuelve (canción de C-Kan)
«Vuelve» es una canción de los raperos C-Kan y MC Davo. La canción es el segundo sencillo del primer álbum de C-Kan. El sencillo fue lanzado el 20 de abril de 2013 por Mastered Trax. C-Kan y MC Davo anteriormente colaboraron en la canción «Mi Música Es Un Arma» y un remix del sencillo de Kan «Esta Vida Me Encanta».
El video oficial cuenta con más de 203 millones de reproducciones en YouTube hasta inicios del año 2023.

## Antecedentes
Antes de colaborar con C-Kan en Vuelve, MC Davo fue invitado para colaborar en el remix oficial del sencillo de Kan "Esta Vida Me Encanta". MC Davo viajó a Guadalajara a principios de enero de 2013 para trabajar con C-Kan, junto con su equipo de producción (El Chiste Es Hacer). Los dos mexicanos escribieron, compusieron y produjeron la pista en el estudio de grabación de C-Kan.

## Portada
El 26 de marzo de 2013 se dio a conocer la portada de "Vuelve" por medio de la cuenta de instagram de C-Kan. En la imagen se muestra al cantante con un suéter en color negro con gris en un cementerio, en la otra parte de la pared se muestra a MC Davo con una chaqueta de cuero negra en una funeraria. En medio de la imagen se encuentra escrito "VUELVE C-Kan / MC Davo" y la URL del canal OfficialCKanVEVO.

## Video musical

### Versiones
- El 11 de marzo de 2014, Izack MTZ publicó su versión de la canción en su cuenta de YouTube.
- El 7 de junio de 2014, Maridespis publicó su versión en YouTube.
- El 30 de noviembre de 2014, Charlie RT, publicó su cover con video en su cuenta de YouTube.
- El 6 de noviembre de 2016, Tony Vela lanzó su versión en YouTube.

## Récord
Vuelve, fue el primer video de rap en español, en lograr conseguir certificación VEVO, por alcanzar más de 100 millones de reproducciones en YouTube.